# Al-Ittihad (Ramallah)
Al-Ittihad, en arabe : الاتحاد, est une municipalité du gouvernorat de Ramallah et Al-Bireh en Palestine. Elle est située à 12,5 km au nord-est de Ramallah et au centre de la Cisjordanie.
Selon le recensement du bureau central palestinien des statistiques, la localité compte une population de 6 803 habitants en 2017.
Al-Ittihad est une nouvelle localité, formée en 1997, par la fusion des localités de Beitillu, Deir 'Ammar et Jammala.